# Aérodrome de Dabou
L'aéroport de Dabou est un aéroport desservant Dabou, en Côte d'Ivoire.